# Scenoma glabrio
Scenoma glabrio är en insektsart som beskrevs av Ronald Gordon Fennah 1969. Scenoma glabrio ingår i släktet Scenoma och familjen Tropiduchidae. Inga underarter finns listade i Catalogue of Life.